# TIME STEW

『TIME STEW』（タイム・ステュー）は、2025年3月26日に発売されたWANDSの8枚目のアルバム。
規格上はミニアルバムであるが、公式の発表に準拠して本項ではフルアルバムとして扱う。
また、本作を引っ提げてライブツアー「WANDS Live Tour 2025 〜TIME STEW〜」が開催される。本作の発表と同時にタイトルとロゴが発表され、ツアーの特設サイトが公開された。

## 概要
WANDSにとって、アルバムのリリースは2023年の7thアルバム『Version 5.0』以来である。前作の後にリリースされたシングル表題曲2曲、WANDS第2期のアルバム曲『天使になんてなれなかった』『FLOWER』の第5期によるリアレンジバージョン、新曲2曲の計6曲で構成されている。
規格としてはミニアルバムであるが、公式では本作は8作目のフルアルバムとして扱われている。ミニアルバム規格の作品がリリースされるのは第5期になって初である。
タイトルの『TIME STEW (タイムステュー)』は、“時間をかけてじっくり煮込み、新旧を溶け合わせた新たな味わい”を表現したものであり、1991年のデビューから時を経て熟成されたWANDSのサウンドを象徴している、と紹介されている。前作の『Version 5.0』及び前々作の『BURN THE SECRET』のように、上原の作曲した楽曲は収録されていない。
本作のリリースに際して、上原は以下のようにコメントした。
| 「               | 「TIME STEW」というタイトルが、本当にしっくりと来る。今だからこそ出すことができたミニアルバムだと思います。 改めて振り返ると、個人的には自分の歌詞が、数年前の自分なら書かなかった、色んな意味で書けなかったであろう歌詞を書いているなと感じました。歌唱も含め、いくつかの壁を乗り越えたのかなと言う感覚です。 新旧と入っていますが、どちらも肩の力を抜いて、楽しんで歌いました。 是非皆さんにも、聴いて、感じて、楽しんでいただけたら幸いです。 | 」 |
| —上原大史（Vo.） | |    |

また、柴崎は以下のようにコメントした。
| 「             | 再始動以降ライブに於いて1991〜2024年までの新旧織り交ぜたセットリストを演奏してきて、丸5年経った今、これまでの時間や記憶や楽曲たちが溶け合っていくような感覚を感じる時がありました。そんな中で「Time Stew」という言葉が浮かんでタイトルにしました。 そんな感覚が表れたアルバムが出来たと思います。 特典にはファンクラブリクエストで決めたセットリストを演奏したライブ音源が付きます！特別なライブ音源を皆さんに聴いていただきたく、収録を決めました。90年代リリースの曲も多く入っているので古くからのファンの方にも楽しんでもらえると思います。 新曲も懐かしい曲も多くの方に楽しんで頂けたら嬉しいです。 | 」 |
| —柴崎浩（Gt.） | |    |

上原のボーカル、柴崎のギターが生み出すケミストリーがさらに発揮され、深みを増した作品と評されている。
本作に関して、柴崎は「到達点というわけではないかな。前作（『Version 5.0』）のほうが〈やってやったぞ〉という感覚があったので」とコメントしつつも、「今回のアルバムもその延長線上にはあるんですけど、前作ほど力んだ感じはなくて。今のメンバーでいいものを作るだけというか、かなりナチュラルにやっていた気がします」とコメントしている。
柴崎は「力んだり気負ったりせずに、第5期オリジナルの新曲とセルフカバー曲が同居できている感じが、まさにアルバム・タイトルのように『TIME STEW』なのかなって感じています。」とコメントした。
また、柴崎は前アルバムである『Version 5.0』は、我々の新境地を提示しようという思いが強く、それをやり切ったことで現在のWANDSの魅力を詰め込んだ作品を作るということは、もう意識せずとも第5期らしさみたいなものが既に出来上がっているできると板についてきた感覚があり、昔の曲を今のWANDSで再構築して提示するのもアリだなと思うようになったと述べ、そんなことを考えながら今回のアルバム制作に入り、過去曲の第5期ver.も含めた収録曲が折り重なっていった段階で、“STEW＝煮込む”という言葉を思いついたことを明かした。
上原は「楽しんで作ってましたね。昔の曲を拒むわけでもなく」と制作時を振り返りながらコメントした。
上原は「「第5期らしさ」みたいな気負った感じは、前作『Version 5.0』で上手く出せて、そこからの地に足が着いた感じで作れました。だから、「やってやるぜ！」みたいなものは、いい意味で、もうないかな。もっと普通に「WANDS第5期としての曲はこんな感じです」という作品になったと思っています。」とコメントした。
上原は「本当に自然な流れでしたね。なにかを狙うというようなこともなく、今の自分たちが良いと思えるものを揃えていったのが、今回のアルバムです。前のアルバムの時は“これが今のWANDSだ”という抗いみたいな気持ちが少なからずあったと思う。だけど、今回はすごくフラットな感覚で作りました。」とコメントしている。
また、上原は〈正解がない〉という答えに行き着き、「あくまでも別の人が歌ってるのは当たり前で、似せようとしてなくても似ることもあるけど――原曲の歌のニュアンス込みで記憶に残っているので――自然に出てくるものをそのまま収録するというか。以前ほど考え込んだりしなくなったし、ほかの曲と同じような感覚になってきました。」とコメントしつつも、原曲のテイストや大事な要素を変えるのはよくないことではあるが自然に歌えばいいと述べている。

## リリース

### リリースの形態
2024年4月6日にWANDSが出演した『Japan Anison & Rock Festival 2024』のLIVEパフォーマンス映像を収録したBlu-rayを含む初回限定盤 A、2023年12月に開催されたファンクラブ限定イベント『WANDER-LAND NEO「FANDS」MEETING 2023』の内容を収録したCDを含む初回限定盤 B、そして通常版の3形態でリリースされる。
『Japan Anison & Rock Festival 2024』は、WANDSの公式YouTubeチャンネルにて『大胆』のパフォーマンス映像のみ公開されていたが、本作のリリースによって全楽曲のパフォーマンスが公開されることとなる。また、『WANDER-LAND NEO「FANDS」MEETING 2023』は、『honey』のミュージック・ビデオにおいてその模様が一部公開されていたが、音源の公開は完全に初めてである。

### リリースまでの経過
2025年1月4日、『Shooting star』が『名探偵コナン』のエンディングテーマとしての使用が始まったこの日、CDリリースに先立って各配信サイトでのダウンロードおよびストリーミングが始まった。
また同日、2025年3月発売の8thアルバム『TIME STEW』のリリースがアナウンスされた。ただし、このときは具体的な詳細などは1月下旬に発表するとのアナウンスのみであった。
同年1月21日、本作に収録される楽曲、発売日が3月26日に決まったこと、リリースの形態及び初回限定盤の特典内容が発表された。
同年2月5日、ジャケット写真が公開された。また、初回限定盤Bの特典LIVE CDより、メンバー選曲による6曲（『恋せよ乙女』、『Just a Lonely Boy［WANDS第5期ver.］』、『星のない空の下で』、『空へ向かう木のように』、『世界中の誰よりきっと［WANDS第5期ver.］』、『WONDER STORY』)のダウンロード配信が決定した。
同年3月18日、本アルバムに収録される「WE ALL NEED LOVE」の初公開&MVの公開が3月19日に決定した。
同年3月19日、本アルバムに収録される「WE ALL NEED LOVE」のMVがWANDS Officialチャンネルで21:00よりプレミア公開された。
同年3月22日、本アルバムの紹介動画がWANDS Officialチャンネルで公開された。

## ライブツアー
2024年8月26日、ライブツアー「WANDS Live Tour 2025」が開催されると発表された。ツアーの期間は、2025年4月18日から5月30日の間で、WANDS第5期としては2024年の「WANDS  Live Tour 2024 〜BOLD〜」に続く4度目の全国ツアーとなる。
2025年1月4日、ツアータイトルが「WANDS Live Tour 2025 〜TIME STEW〜」に決定した。また、このライブツアーはWANDS第5期のキャリアで最大規模となる。また、同日に発表された本アルバムを引っ提げたツアーでもある。
2025年2月22日、ライブツアーに先駆け、同年4月10日に静岡県の三島文化会館でファンクラブ会員限定のスペシャルライブの開催が決定した。
また、キーボードの木村真也はいずれの日程にも不参加の形を取った。
| 日程                | 開催地 | 会場                                           | 備考                               |
| ------------------- | ------ | ---------------------------------------------- | ---------------------------------- |
| 2025年4月10日（木） | 静岡   | 三島文化会館                                   | ファンクラブ会員限定の先行ライブ。 |
| 2025年4月18日 (金)  | 宮城   | 仙台サンプラザホール                           |                                    |
| 2025年4月22日 (火)  | 北海道 | カナモトホール (札幌市民ホール)                |                                    |
| 2025年4月25日 (金)  | 新潟   | 新潟県民会館 大ホール                          | WANDSのライブは初開催となる。      |
| 2025年4月30日（水） | 香川   | レクザムホール (香川県県民ホール) 大ホール     | WANDSのライブは初開催となる。      |
| 2025年5月2日（金）  | 福岡   | 福岡サンパレス                                 |                                    |
| 2025年5月16日 (金)  | 愛知   | Niterra日本特殊陶業市民会館 フォレストホール   |                                    |
| 2025年5月19日 (月)  | 大阪   | 大阪国際会議場 グランキューブ大阪 メインホール |                                    |
| 2025年5月21日（水） | 広島   | 広島上野学園ホール                             | WANDSが同地を廻るのは30年ぶり。    |
| 2025年5月30日 (金)  | 東京   | 東京ガーデンシアター                           |                                    |

## 収録内容
| 全作曲・編曲: 柴崎浩。 |                                               |           |            |      |
| #                      | タイトル                                      | 作詞      | 作曲・編曲 | 時間 |
| 1.                     | 「大胆」                                      | 上原大史  | 柴崎浩     | 4:01 |
| 2.                     | 「天使になんてなれなかった [WANDS第5期ver.]」 | 上杉昇    | 柴崎浩     | 5:02 |
| 3.                     | 「Shooting star」                             | 上原大史  | 柴崎浩     | 4:48 |
| 4.                     | 「WE ALL NEED LOVE」                          | 上原大史  | 柴崎浩     | 4:20 |
| 5.                     | 「FLOWER [WANDS第5期ver.]」                   | 上杉昇    | 柴崎浩     | 5:05 |
| 6.                     | 「リフレイン」                                | 上原大史  | 柴崎浩     | 4:39 |
| 合計時間:              | 合計時間:                                     | 合計時間: | 27:58      |      |

| #   | タイトル                                                  | 作詞 | 作曲・編曲 |
| --- | --------------------------------------------------------- | ---- | ---------- |
| 1.  | 「錆びついたマシンガンで今を撃ち抜こう [WANDS第5期ver.]」 |      |            |
| 2.  | 「We Will Never Give Up」                                 |      |            |
| 3.  | 「明日もし君が壊れても [WANDS第5期ver.]」                 |      |            |
| 4.  | 「時の扉 [WANDS第5期ver.]」                               |      |            |
| 5.  | 「Secret Night 〜It's My Treat〜 [WANDS第5期ver.]」       |      |            |
| 6.  | 「愛を語るより口づけをかわそう [WANDS第5期ver.]」         |      |            |
| 7.  | 「RAISE INSIGHT」                                         |      |            |
| 8.  | 「愛を叫びたい」                                          |      |            |
| 9.  | 「真っ赤なLip」                                           |      |            |
| 10. | 「大胆」                                                  |      |            |
| 11. | 「世界が終るまでは… [WANDS 第5期 ver.]」                  |      |            |

| #         | タイトル                                  | 作詞             | 作曲      |      |
| --------- | ----------------------------------------- | ---------------- | --------- | ---- |
| 1.        | 「恋せよ乙女」                            | 上杉昇           | 大島康祐  |      |
| 2.        | 「Just a Lonely Boy [WANDS第5期ver.]」    | 上杉昇           | 柴崎浩    |      |
| 3.        | 「星のない空の下で」                      | 上杉昇           | 柴崎浩    |      |
| 4.        | 「アイリメンバーU」                       | 上原大史         | 上原大史  |      |
| 5.        | 「Don't Try So Hard」                     | 上杉昇           | 柴崎浩    |      |
| 6.        | 「明日もし君が壊れても [WANDS第5期ver.]」 | 坂井泉水         | 大野愛果  |      |
| 7.        | 「空へ向かう木のように」                  | 上原大史         | 柴崎浩    |      |
| 8.        | 「抱き寄せ 高まる 君の体温と共に 」       | 上原大史         | 柴崎浩    |      |
| 9.        | 「世界中の誰よりきっと [WANDS第5期ver.]」 | 上杉昇・中山美穂 | 織田哲郎  |      |
| 10.       | 「WONDER STORY」                          | 上原大史         | 上原大史  |      |
| 合計時間: | 合計時間:                                 | 合計時間:        | 合計時間: | 0:00 |

## 楽曲解説
- シングル収録曲の詳細は、各項目を参照。

1. 大胆
  - 2024年1月5日にデジタルシングルとしてリリース、同年4月10日に21stシングルとしてリリースされ、同年10月16日にライブツアーでのパフォーマンス音源がデジタルリリースされた楽曲。
  - 劇場公開されたテレビシリーズ特別編集版『名探偵コナン vs. 怪盗キッド』のテーマソング。
2. 天使になんてなれなかった [WANDS第5期ver.]
  - 1993年10月6日にリリースされた3rdアルバム『Little Bit…』に収録されている楽曲の新録。
  - ライブでは幾度か披露されていたが、第5期ver.としてリアレンジし音源化するのは初となる。
  - 本楽曲に関し、柴崎は第5期ver.にリアレンジするにあたって、「こうすればいい」というのが瞬間的に見えた曲であったことを明かし、第5期のライブのときにメドレー形式で演奏したところ、評判がよかったことを明かした[7]。
  - 本楽曲の魅力として、コンガのリズムがいい味を出していると評されている[7]。
  - 柴崎はコンガを入れるかについて少し悩み、柴崎が今まで聴いてきたロックバンドにはパーカッションが入っているようなものが結構あったが、最近そういった曲があまりなく、柴崎自身、疑問に感じたが、ミックスエンジニアにコンガを入れることを相談した結果、懐かしさが出てしまうと意見が出てきたため、最初は聴こえるか聴こえないかくらいにしたが、柴崎自身はもう少し聴こえてもいいと思った結果、このバランスになった[7]。
  - 柴崎曰く、音符上のアレンジは第2期ver.とそれほど変わっているところはないとし、全体の音像をもう少しはっきりさせたいというのがあった。第2期のオリジナル曲は歌とドラムのレベルがすごく大きく、ギターとベースが後ろのほうに引っ込んでいる感じであり、各演奏のパフォーマンスがしっかりと聴こえないと感じ、そこを改善したいという思いが強く、第2期ver.での弱点を克服したかったことを明かした[7]。
  - ギターソロに関しては、フュージョンが香るギターソロと評されている[7]。
  - 柴崎はギターソロに関してオリジナルに近いとし、オリジナルにも途中に速弾きが存在するが、同じ速弾きでも今はちょっと違うやり方で弾きたかったため違うものにし、今の自分ならこういうニュアンスと考えながらフレーズを弾いた結果、台本は同じではあるがパフォーマンスが少し違うという感覚であるとした[7]。
  - また、柴崎は当時からフュージョンっぽいソロを弾いていたと感じ、モードスケールとかフュージョン的なスケールを活かしたわけではなく、柴崎自身が若い頃から、メロディーを弾くときもハーモニーを出すみたいなことがわりと好きだったと感じ、20代の頃に弾いたソロとかを今改めて聴くと思い出すことをコメントしている[7]。
  - 歌の仕上がりが上原の中で見えていて、そこに向かって迷うことなく歌われたような印象を受けたと評されている[7]。
  - しかし、上原は見えていたということはないとし、逆になにも見ずに本当に本能のままに歌うという感じであったとコメントし、上原が第5期ver.としてセルフカバーするときは、なにかをイメージせずになにも考えずにとりあえず歌い、改めて原曲も聴くということもせず歌い、そこから原曲からあまりにも外れ過ぎている部分を修正していくという感じであると収録時のエピソードを明かした[7]。
  - また、上原は原曲を聴き込んでしまうと無意識に寄せてしまうことを明かし、柴崎からメロディを確認するために、一度Aメロをしっかり聴いてと頼まれるといいパフォーマンスを録り損ねることがあり、上原はそれを避けるためにざっくりとしたイメージで歌いつつ、自分でいいところを拾う、といったやり方をしているとし、ボーカルレコーディングのとき、ちょいちょいメロディを間違っていたりすることがあると収録時のエピソードを明かした[7]。
  - 柴崎は上原に対し、オリジナルと同じメロディにしたほうがいいと思うときは直すように伝えるが、ガチガチに忠実に歌ってほしいということはなく、今のやり方でいいとしている[7]。
  - 上原は『天使になんてなれなかった [WANDS第5期ver.]」』のサビ終わりのロングトーンとかは、オリジナルとは全然違うとし、オリジナルを聴いてしまうと寄ってしまうので、「俺ならこう歌う」という感じで歌ったと顧みた[7]。
  - ただ上原は、一時期ライブで自分の色を出し過ぎていたが、最近はちょうどいいところに落とし込むようにしていると感じ、前回のライブとか上原自身も「大丈夫か？」と思うくらいオリジナリティーを発揮してしまい、さすがにこれは怒られると思ったと回想している[7]。
  - 上原は、本曲をすごくカッコいい曲でありめちゃくちゃ好きな曲で、気持ちよく歌ったと懐術し、「俺が歌うとこうなるよ」ということが自分なりに表現できたとコメントしている[7]。
3. Shooting star
  - 2025年1月22日リリースの22ndシングル。
  - 読売テレビ・日本テレビ系アニメ『名探偵コナン』のエンディングテーマ（使用期間は2025年1月4日から）。
4. WE ALL NEED LOVE
  - 3月19日にMVがWANDS Officialチャンネルで21:00よりプレミア公開された[12][動画 1]。
  - 本楽曲は上原の歌詞と歌というヒューマンな要素がありつつ、サウンド的に前半は打ち込みで始まり、次第に生演奏感が増していくというドラマチックな展開になっている[6]。
  - 本曲に対し、上原は「きれいごとみたいに思われるかもしれないですけど、別にウソをついているわけではなくて、本当に本心から思ってることを書いてるだけなんですよね。」とコメントし、「愛がないなと思うんですよ、最近の世の中。SNSを見てても「どんどん愛が削られてるな」と思うし、ホントに人の揚げ足ばっかり取って……」最近の世の中について触れながらコメントした[5]。
  - 上原は「いろいろ思うことはあるんですけど、要するに愛があれば解決に近づくんじゃないかなと。こう言うとカユイですけど（笑）、愛さえあれば、雨の日でも嵐の日でもしんどくないんですよ、きっと。戦争も虐待ももとを辿れば愛がないからだと思うし、それはきれいごととして片づけられないなと思って、歌詞にしました」と語っている[5]。
  - 上原は、歌詞を書いているときからライブを意識しており、「〈歌いながら　僕らは〉という歌詞を実際にみんなで一緒に歌って、〈僕らは歩んでいこう〉というところにつなげたい」とコメントしている[5]。
  - 上原は「デモを聴いてみんなで歌うような印象を受けたので、そういうものにしたいと思って書いた歌詞ですね。テーマとしては、愛。今の世の中には愛が足りないって感じるんです。SNSとかネットを見ると騙し合いや誹謗中傷、批判だったりが渦を巻いてる。現代に限らず、どんな時代も苦しさや辛さ、お金がなくてひもじいとか、いろいろな苦労があるわけですけど、そこに愛があれば晴れやかな気持ちになると思うんです。僕は最近、“幸せとはなんなのか？”って考えることが多いんですけど、金があれば幸せになれるかといったら、そんなこともない。自分たちが必要としているものとはなんだろうと考えた時に、やっぱり愛なんですよ。世の中に愛が足りないと思ったんです。」とコメントしている[16]。
  - 上原は歌詞のテーマを「LOVE & PEACE」とし、「今の世の中、ギスギスしていて愛がないじゃないですか。人付き合いもそうだし、すべてが損得勘定で、本当にどんよりする世界。「じゃあ何が必要なんだ？」って聞かれたら、「愛じゃない？」って、そこに行きつくなと思ったんです。ただ、悲観的なしんどい感情からでも、みんなで歌ってそこに愛情や心があれば、気持ちとしては晴れやかになるんじゃないかなって。パッと聴くと、きれいごとを歌ってるって思われるかもしれないけど、もう本当に一周回って開き直って、「それでもやっぱり、愛じゃない？」って言いたかったんです。」とコメントしている[6]。
  - 上原は「一口に愛といっても、いろいろな愛があって。ただ単に恋愛の話をしているわけじゃない。我が子への愛だったり、家族愛だったり、友達への愛情だったり、他人に対する気遣いだったり。そういったこと全てが愛だと思っていて。人は愛があるだけで満たされた気持ちになるし、がんばれたりする。たとえ絶望的な状況だったとしても、愛さえあれば見える景色が全く変わってくる。最近はそういうことをすごく考えていて、歌詞にしたものが「WE ALL NEED LOVE」です。」とコメントしている[16]。
  - 本楽曲のフェイクを上原は伸びやかに歌ったとコメントしている[16]。
  - 柴崎は、「音楽だからこそ、こういうシンプルなことを伝えられると思うんですよ。音に言葉が乗ることで、聴いてる人に響くこともあるだろうし。音楽でこういうメッセージを伝えるのはすごくいいことですよね」とコメントしている[5]。
  - 柴崎は制作時より「曲の核となるリズムの雰囲気が最初にアイデアとして浮かんで。みんなで歌うようなイメージもありましたね。」とコメントし、「落ちサビでは人数感が増えて熱量が高まっていく感じにしたくて、そこの歌は僕もユニゾンで一緒に歌いました。アウトロのギターと歌のかけあいもいい感じになったと思います。」述べている[6]。
  - 柴崎は「自分の中にゴスペル風味があって、テンポ感とドラムのパターンが浮かんできたんです。なんていうか…そのデカい感じが第一歩でしたね。そこから形にしたんですけど、サウンドとメロディーしかない状態って、その曲の具体性がまだないじゃないですか、メッセージが乗ってないから。そこに歌詞のテーマが乗っかって、楽曲の在り方がさらに明確になって、愛おしさが倍増しました。」とコメントしている[16]。
  - ギターサウンドに関し、柴崎はDef Leppardのサウンドが好きとし、『WE ALL NEED LOVE』にはDef Leppardテイストのギターサウンドが合うと感じ、クリーントーンと歪んだ音をアンサンブルさせる形で構築した。クリーントーンと歪んだ音で別々のフレーズをプレイするのではなく、基本的にユニゾンにした。また、アレンジの初期段階では、クリーントーンと歪んだ音はそれぞれ別々のプレイであった[16]。
  - また柴崎は最初、サビにピアノやシンセを鳴らしていたが、ギターの在り方を変えた結果、その必要性を感じなくなったためカットした[16]。
  - 柴崎は使用機材はモデリングアンプのFractal Audio Systems Axe-Fxであると明かし、ソロを弾く時に好きで使っているアンプモデルにファズ味がありそれを使用したと明かした[16]。
  - 柴崎は本曲のギターソロが途中からボーカルのフェイクが被さり、それが入ったことによって入口のフレーズを少し変え、最初は休符を待ってから弾き始めていたが、柴崎自身もあまりしっくりこなかったため、ボーカルのフェイクを変えるか、ギターソロの入口を変えるかとなったときに小節頭からソロを弾いた結果、いい感じになった[16]。
5. FLOWER [WANDS第5期ver.]
  - 1995年4月24日にリリースされた4thアルバム『PIECE OF MY SOUL』に収録されている楽曲の新録。
  - ライブでは幾度か披露されていたが、第5期ver.としてリアレンジし音源化するのは初となる。
  - 尖りと暗さを感じさせながら高揚感もあるという独自のテイストが印象的であると評されている[16]。
  - 本楽曲に関して、柴崎は2年連続でツアーのセットリストに入れている曲であり、上原がめちゃくちゃカッコよく歌うなって思い、また、ファンの方々からの反応も良く、「ぜひ音源化してください」という声が多く今回収録したとコメントしている[16]。
  - 柴崎自身、思ったよりも意外とアリな感じになっているとしたが、本曲のイントロのギターはちょっと苦労したことを明かし、現在の機材では説得力のある音にならなかった[16]。
  - そのため柴崎は、当時使用していたイーブンタイドのH3000 Harmonizerというラック式エフェクターを引っ張り出して弾いたら、「これだ！」っていう音になったことを明かした[16]。
  - 柴崎は、当時使用していたイーブンタイドのH3000 Harmonizerでのサウンドを強烈な音色としたが、ツアー時は別の音色で演奏していたため、いざレコーディングして作品として残すとなったときに、「ちょっと弱いな。これと違う音だと「FLOWER」が始まった感じがしない」と感じたとコメントしている[16]。
  - そのため柴崎は、セットリストに「FLOWER」が入っているときはH3000を持っていき、この1曲のために機材を増やしている[16]。
  - また、ギターソロに関して柴崎は今だったらこう変えたいなというところを変化させたくらいで、基本的なフレージングは変えていないがエンディングソロはちょっと変えたとコメントしている[16]。
  - 柴崎は本楽曲をボーカルも生き生きしているとし、後半のシャウトを絶賛している[5]。
  - 上原は、本曲の歌は……歌詞が病んでいるとし、作詞者である上杉の心境をどれだけ汲むのかということは考えたが、上杉本人にしか分からない部分もあるとし、上原自身があれこれ考えることではないので上杉の心境をある程度汲みつつも、カッコよく歌おうと考え、何回もライブで演奏している曲であるためそのまま音源に落とし込んだ[16]。
  - 上原は歌唱時にサビの英語の発音で悩んだが、いろいろ考えた結果、最終的には間を取ったことを明かした[16]。
  - 上原は先に音源を録って、その後ライブということが多いことを挙げ、ライブの映像を観て〈こっちのほうがよくない?〉と思うこともあって。レコーディングからライブで歌ってる感じを意識したと収録時に歌唱にこだわった点を挙げている[5]。
6. リフレイン
  - 本楽曲はギターと歌、シンセ、つまりWANDSの3人の音と声ではじまるロックナンバーであり[5]、ピアノがフィーチャーされたバラードでもある[6]。
  - 柴崎は、『THE FIRST TAKE』の撮影現場で本楽曲のイメージとして「けっこうロックなボーカルを入れてほしいんだよね」ということを上原に伝えたことを明かした[5]。
  - また、柴崎は歌い方のニュアンスとして「ガッと音程が上がるパートがあるんですけど、そこをキレイに歌うのか、ロックなテイストで歌うのか」という内容を上原に伝えた[5]。
  - 柴崎はバラードを作ろうとゼロから書き始めた結果、最終的にロックっぽいバラードに行き着き、ロングトーンが多いメロディであるため、上原の声の表情がより魅力的に聴かせられると良いと思いながら作ったとコメントしている[6]。
  - 柴崎は制作時期が去年前半に作った曲であると明かし、「バラードを改めて書こう」というのがスタートであったことを明かした[16]。
  - しかし、意外に制作は難航し、しばらく第一歩が踏み出せない感じの中で、Aメロのメロディーを思いつき、そこから少し経った頃に「ロックバンド然としたバラード」という方向性になって作っていった曲であるとコメントしている[16]。
  - また、柴崎は「シャウトするような発声があるといいなと思って。間奏のギターソロと歌がかぶるところは、上原のロングトーンが1オクターブ上がるんですけど、そこは「シャウトでお願いします」」と歌唱前にリクエストしたことを明かした[6]。
  - そのシャウトに関し、上原は「最初のレコーディングでは、ガチでスティーヴン・タイラーみたいにシャウトしたテイクがあるんですけど、さすがにやりすぎたと思って（笑）、そこもいい塩梅を探っていって。」と収録時のエピソードを明かしている[6]。
  - 上原は、本楽曲の歌い方のニュアンスに関する会話として「エアロスミスな感じで」といった話もしていたことを明かしている[5]。
  - 本楽曲の歌唱はロックボーカリスト然としているが、上原は「そこまでハードな楽曲ではないところにロックなニュアンスを入れるのがちょっと難しくて。パワーで押せばいいというわけじゃないし、優しい部分を残しつつ、ロックに歌うという」と歌唱時の難しさを挙げている[5]。
  - 上原の中では“たしかにロックだけど、言うてもJ-POPの範囲内だろうな”くらいのイメージだったが、「AEROSMITHみたいな感じ」と言われた結果、恋愛テーマのJ-POPを洋楽ハードロッカーが歌う、みたいなイメージでレコーディングしたが、それはなかなか難題であったことを明かしている[16]。
  - 上原自身、ハードな方向に行くのは得意であり、逆に抑えるほうが難しいくらいであったため、ちょうどいいところに落とし込むことを意識した[16]。
  - 上原は気持ちで歌う曲であると感じ、そこで見えてきたのがこういう絶望的な恋愛の歌詞であったことを明かし、普段はあまり書かないシンプルな失恋ソングをハードロック的に歌ったとコメントしつつ[6]、曲に対してエモーショナルな感じというイメージを持ちつつ作詞したとコメントした[16]。
  - また、上原は「抵抗があるんですよ、恋愛の歌詞って。“中学生が一番最初に書くやつじゃん。いい歳した大人がさぁ”みたいな感じがして（笑）。ところが、自分が恋愛の曲を聴いたときに心に響かないかというと、響くときは響く。結局必要なんですよね。自分も書かなきゃいけないという気持ちがあったし、この曲には恋愛の歌詞がすごくハマるなと思って、失恋の歌にしました。」とコメントしている[16]。
  - 柴崎は、上原のシャウトがすごく、ギターソロも同調して熱く弾き始めたほうがいいかと一瞬考えたが、歌が熱くシャウトしているからこそ、ギターソロは淡々と弾いたほうが両方がちゃんと聴こえてくると思い直し、ギターソロは淡々と弾いた結果、上原はよりエモくなったと評した。[6]
  - 柴崎は白玉とかアルペジオの質感がサウンド全体の印象を大きく左右するということを意識してサウンドメイクした[16]。
  - 本楽曲はギターソロがとても長く、柴崎が計ったところ45秒くらいあった[16]。
  - また、柴崎は「ギターソロの入口はタイトルとリンクさせてリフレインフレーズにして、そこからエモーショナルに弾いて、その後のハーモニーでまた別の展開があってというふうに、わりと展開を構築したソロを弾けたかなと思います。」とコメントしている[16]。
  - 本楽曲の2番でビュロビュロと鳴っているシンセのような音はギターであり、柴崎曰く、オクターヴ上を足しつつ速いアルペジオを弾いたが、実はしっかり弾けてないと明かし、ただ、ニュアンスとして良かったためそのまま活かしたとコメントしている[16]。

## クレジット

### 参加ミュージシャン
WANDS
- 上原大史
  - Vocals
- 柴崎浩
  - Guitars
- 木村真也
  - Keyboards

### 初回限定盤A 特典blu-ray
WANDS
- 上原大史
  - Vocals
- 柴崎浩
  - Guitars

木村真也（Keyboard）は体調と相談の上で不参加。
サポートメンバー
- 二家本亮介 
  - Bass
- 神田リョウ
  - Drums

### 初回限定盤B 特典CD
WANDS
- 上原大史
  - Vocals
- 柴崎浩
  - Guitars

木村真也（Keyboard）は体調と相談の上で不参加。 
サポートメンバー
- 鳥越啓介
  - Bass
- 神田リョウ
  - Drums